# Симеон Владимирович (князь серпуховско-боровский)
Симеон (Семён) Владимирович (примерно 1380-е гг. — 1426) — князь Боровский с 1410 года и Серпуховский с 1422 года, второй сын Владимира Андреевича Храброго и княжны Елены Ольгердовны, дочери Великого князя Литовского Ольгерда Гедиминовича. Правнук Ивана Калиты. Рюрикович в XVI колене.

## Биография
После смерти Владимира Андреевича Храброго в 1410 году княжество Серпуховское было разделено между его пятью сыновьями. Семёну достается в княжение Боровск. А после смерти старшего брата Ивана Владимировича в 1422 году и Серпухов.
Умер бездетным во время эпидемии моровой язвы осенью 1426 года, приняв иноческий постриг под именем Саввы. Похоронен внутри Троицкого собора Троице-Сергиева монастыря.
Жена: княжна Василиса Семеновна, дочь служилого князя новосильского Семёна Романовича, с 1404 года ( венчаны в феврале 1405 года) , умерла бездетной в 1462 году.

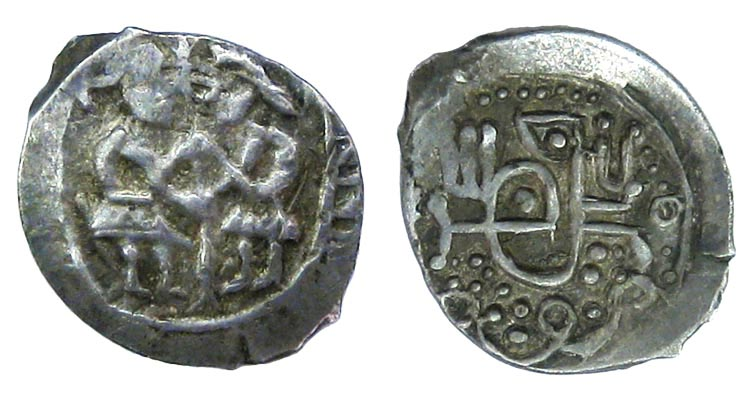
Денга боровского князя Семена Владимировича, 1410—1426 годы

## Комментарии
1. ↑  Русский биографический словарь Половцова в 2-х статьях (см. источники, приведённые перед настоящим комментарием), а также ряд других источников указывают на брак Семёна Владимировича с Василисой Семёновной, дочерью служилого князя Семёна Романовича Новосильского. Однако, среди историков не одно десятилетие идут дискуссии относительно личности Семёна Романовича, подробнее — см. Семён Романович (князь новосильский).
2. ↑  В Ермолинской летописи под 6912 (1405) г. записано: «Тое зимы князь Володимер жени сына Семена».[7][8]